# Sporting Club hazebrouckois
 (novembre 2023).
- Si vous ne connaissez pas le sujet, laissez ce bandeau (vous pouvez alors contacter les auteurs).
- Si vous supprimez le contenu mis en cause (vous pouvez préalablement contacter les auteurs),

argumentez précisément cette suppression dans la page de discussion
(un manque de référence n'est pas un argument ; une recherche réelle de référence doit avoir été effectuée, être formellement documentée).
 (novembre 2023).
Le Sporting Club Hazebrouckois (ou SC Hazebrouck,) est un club de football français fondé en 1907 à Hazebrouck. Le club évolue en Régional 2 de la Ligue de Football des Hauts de France, et possède plus de 550 licenciés.

## Histoire

### Création du club et premières décennies
Le Sporting Club d'Hazebrouck (SCH) est créé en 1907 par le docteur Théodore Vanlerberghe. Le premier match officiel est disputé en 1911 contre le Racing Cub d’Armentières. En 1913, le club cesse temporairement ses activités avant d'être relancé sous le nom d’Union Sportive Hazebrouckoise. Pendant la Première Guerre mondiale, les soldats anglais présents dans la région auraient enseigné les règles du football aux Hazebrouckois. En l'absence de stade municipal, de fermiers aménagent une pâture en terrain de football au lieu-dit « Le vert vallon » pour les besoins des matchs.
Le 11 janvier 1924, l’US Hazebrouckoise est inscrite à la Ligue du Nord de Football sous le no 357 et à la Fédération française de football sous le no 3785, le 25 février 1924. Le 14 juin 1930, sous la présidence de M. Lesage, le club déclare officiellement son existence auprès de la sous-préfecture de Dunkerque. Il prend son nom définitif de Sporting Club Hazebrouckois (SCH) et adopte les couleurs noires et blanches. Son siège social est alors situé à l’hôtel de la Bourse, sur la Grand Place d'Hazebrouck. Cette même année, la ville construit le stade Léon Piquet, rue du Maréchal Delattre de Tassigny.
En 1931, le SCH gagne son premier titre en championnat de 4e division. En 1933, Maurice Caron devient le président jusqu’en 1938. En 1934, il mène le SCH au titre de champion intergroupe de la 3e division de la Ligue du Nord. Le dernier match est joué à Hazebrouck contre l’US Estaires et réunit 600 spectateurs. En 1936, le SCH est champion de deuxième division (D2) et en 1937 champion de Division d’honneur de la Ligue du Nord.

### De la Seconde Guerre mondiale aux années 1970
De 1938 à 1945, le docteur Vanlerberghe prend la fonction de président du club. En 1945, après la Libération, le club est reclassé en D2 par la Ligue du Nord de football. De 1946 à 1951, le SCH évolue en championnat de District Flandre sous la présidence d'André Wullerman, assisté d'Émile Doutreland. Le siège du club est situé au café de la Bourse, place du Général de Gaulle.
En 1950, l’équipe se renforce avec l'arrivée de Auchel et de César Urbaniak, ex-pro du C.O.R.T (CO Roubaix Tourcoing) comme entraîneur. L’équipe est composée, entre autres, de Fred Sanssen, Jean Samsoen, Wazik, José ou Maxime Legrand. En 1951, André Wullerman cède la présidence à Georges Degroote, qui est rejoint dans le comité par Marcel Pannequin et Maxime Camerlynck. En 1957, le SCH accède en Promotion d’honneur. En 1958, Georges Degroote cède la présidence à Maurice Sergheraert, qui reste en fonction avec le docteur Cotaere jusqu'à 1964. À la fin de l’année 1964, Georges Degroote reprend la présidence du club.
En 1968, le SCH accède en Division d’honneur, notamment grâce au retour de Christian Sergheraert en provenance de Dunkerque. L'équipe est alors composée entre autres de Régis Caulier, José André, Alain Sohier, Christian Devynck, André Foulon, Henri Bourdon, Pascal Druant, Bernard Bollier, Coco Vanwormout, Bernard Loos ou encore Jacky Medez . Ils remportent la Coupe des Flandres, battant Oignies 3 buts à 0 à Merville. Lors de la saison 1968/69, Jean Parisseaux les rejoint comme nouvel entraineur, En 1969/70, deux nouvelles recrues arrivent au club, Michel Darcincourt, gardien de but, et Jean-Pierre Dairin, libéro. À l’issue de cette saison, le SCH accède à la troisième division (D3) et élimine le LOSC en Coupe des Flandres.
À la suite de la montée en troisième division (D3) en 1970/71, la municipalité procède à l’éclairage du stade et fait construire une tribune de 1 000 places assises. L’inauguration du stade Damette a lieu le 10 novembre 1970. Pour l'occasion, le SCH joue un match amical contre le LOSC. Le 17 avril 1971, l’équipe de France Féminine dispute leur première rencontre international officielle face aux Pays-Bas au stade Damette. Les Françaises se qualifient pour leur première Coupe de Monde au Mexique ce jour-là, en l’emportant 4 buts à 0.
En 1971/72 lors de sa deuxième saison en D3, le club voit l'arrivée des frères Lionet (Pierre, Bernard, Jean et Marc, accompagnés du tout jeune Irénée) et termine à la 5e place du classement. Le club monte en deuxième division (D2) à la fin de la saison 1972/73. Plus de 3 000 spectateurs assistent aux débuts du club en D2 à domicile, pour assister au match contre Dunkerque (1 - 1). Hazebrouck joue cinq saisons consécutives en D2, de 1973 à 1977. En 1973/74, grâce à une victoire contre Poitiers (3 - 1), le SCH se maintient en D2. Le SCH atteint les 32e de finale de la Coupe de France en 1975, mais est sorti par le LOSC à Dunkerque (1 - 4). Au cours de leur troisième année en D2, l'équipe est composée de Pierre Mankowski, nouveau venu depuis l'intersaison, de Bruno Metsu, Alex Dupont et Jean-Marc Nobilo, qui ont ensuite entrainés plusieurs clubs professionnels. Le SCH se retrouve troisième du classement, pour finir à une septième place. La saison suivante, Hazebrouck finit dernier du classement et retrouve la D3.

### Des années 1970 aux années 2010
À la suite du déclassement en D3 en 1977, beaucoup de joueurs quittent le club. Jacques Samaille, président du club depuis la saison 1974/75, quitte aussi ses fonctions. Jean-Pierre Vandevoorde lui succède. Une équipe est reconstituée avec de jeunes joueurs et quelques cadres restés au club (Bourdon, Sergheraert, Bogaert, Lionet et Willems). En 1985, un triumvirat composé de Pierre Lionet, Christian Sergheraert et Pierre Galbrun prend la présidence du SCH. Les présidents suivant sont Pierre Lionet et Christian Sergheraert (de 1987 à 1988), Pierre Lionet seul (de 1988 à 1991), Jean-Pierre Vandevoorde (de 1991 à 1998), Michel Bouve (de 1998 à 2005), Régis Mahieu avec Jacques Claeys comme président délégué (de 2005 à 2011), Jacques Claeys seul (de 2011 à 2020), Régis Mahieu (2020-2024) et finalement Sébastien Delporte (2024-présent).
En 2006/2007, le SCH retrouve un niveau national avec l’accession en CFA2 à la suite du titre de champion de Division d’honneur au printemps 2007 pour le centenaire du club.Le SCH manque de peu de monter en CFA en 2009, mais redescend en championnat de Division d'honneur (DH), puis en Division d'honneur Régionale (DHR) en 2012/2013 au terme d'une saison difficile, avec le démission peu après le début de saison de l'entraineur Philippe Lemettre (remplacé par Frédéric Persoon) et un classement à la dernière place du classement de DH en fin de saison. En 2013/2014, le SCH joue en DHR pour la première fois depuis plus de 60 ans. En 2014/2015, le SCH termine à la 3e place du championnat ce qui lui permet de retrouver la Division d'honneur en 2015/2016. La saison suivante, SCH se maintient avec un classement de 9e sur 14, dans un championnat qui connaît 5 descentes de club en division inférieure. Lors de cette même saison 2015/2016, les Hazebrouckois jouent en Coupe de France où ils éliminent successivement Arras (CFA), Le Touquet (DH) et Aubervilliers (CFA). Le parcours s'arrête aux portes des 32e de finale, avec une courte défaite (1 à 0) face à Dunkerque (National) au 8e tour. En 2016/2017, le SCH continue son parcours en Coupe de France en prenant sa revanche et en éliminant Dunkerque (1 à 0) lors du 5e tour de Coupe de France au Stade Damette. Le club finit 3ème du championnat cette saison. En 2017/2018, le SCH élimine Quevilly Rouen Métropole, club de Ligue 2, sur le score de 2 buts à 1 lors du 7e tour de la Coupe de France devant plus de 2 500 spectateurs, puis Beauvais (N2, ex-CFA). Le Sporting Club d'Hazebrouck se qualifie 32e de finale en coupe de France pour la quatrième fois de son histoire, 35 ans après le dernier. Les Hazebrouckois accueillent également le SM Caen club de Ligue 1 à domicile au Stade Damette.
La saison 2023/2024 sera la dernière au club de Fréderic Persoon après douze saisons à la tête du club flamand. Il sera remplacé par Rémi Jicquel pour la saison 2024/2025.
Après un exercice difficile, le SCH est relégué en Régional 2 pour la saison 2025/2026. 

## Logos

Ancien logo
Logo actuel

## Résultats sportifs

### Palmarès
Championnat
- Champion Division 3-Nord : 1973
- Vice-Champion de Division 4 groupe A 1986
- Champion DH-Nord Pas-de-Calais : 2007
- Vice-champion DH-Nord Pas-de-Calais : 1970

Coupe des Flandres
- Vainqueur en 1967

### Parcours en coupes nationales

#### Coupe de France
- 1975 : alors qu'il est en 2e division, le club est éliminé en 32e de finale par le LOSC (D1) à Dunkerque sur le score de 4-1.
- 1982 : cette année-là, SC Hazebrouck se fait éliminer en 32e de finale par un club de la même division qu'elle (D3). L'équipe perd 2-0 après prolongation face à Chaumont au stade de Sedan.
- 1983 : toujours en 3e division, le club se fait une nouvelle fois éliminer en 32e de finale sur le score de 3-0 à Dunkerque face au LOSC, club de 1re division.
- 2018 : alors qu'ils évoluent en Régionale 1 (soit la 6e division), les joueurs du SC Hazebrouck éliminent un club de National 2 et de Ligue 2 que sont respectivement l'AS Beauvais Oise et l'US Quevilly Rouen. Le club est éliminé une nouvelle fois en 32e de finale en s'inclinant sur le score de 2-0 face au SM Caen, club de Ligue 1.

#### Coupe Gambardella
- 32e de Finale 2005 :

le SC Hazebrouck est éliminé par l’En Avant Guingamp (0-5)
- 32e de Finale 1990 :

le SC Hazebrouck est éliminé par le Paris SG (0-3)
- 32e de Finale 2011 :

le SC Hazebrouck est éliminé par le Valenciennes FC (0-4)
- 16e de Finale 2020 :

le SC Hazebrouck est éliminé par l’En Avant Guingamp (0-0) (TAB: 4-5)

## Joueurs
- Christian Dacquet
- Serge Dubreucq
- Alex Dupont
- André Houen
- Pierre Mankowski
- Mustapha Merry
- Bruno Metsu
- Eugeniusz Nagiel
- Olek Wolniak
- Jean Boin